# Vereinigte Huttwil-Bahnen
Das Unternehmen Vereinigte Huttwil-Bahnen (VHB) war eine Eisenbahngesellschaft mit Sitz in Huttwil in der Schweiz. Sie fusionierte 1997 mit der Emmental-Burgdorf-Thun-Bahn (EBT) und der Solothurn-Münster-Bahn (SMB) zum Regionalverkehr Mittelland (RM), der daraufhin den Betrieb des Streckennetzes der VHB übernahm. Seit Mitte 2006 werden die Linien von der BLS AG betrieben, die aus der Fusion der RM mit der BLS Lötschbergbahn entstanden ist.

## Geschichte

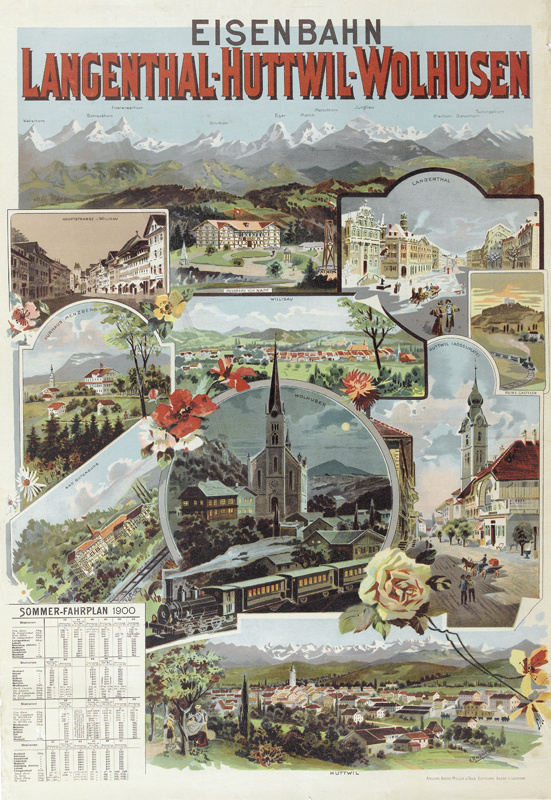
Poster von 1900, das für durchgehende Züge von Langenthal nach Wolhusen wirbt

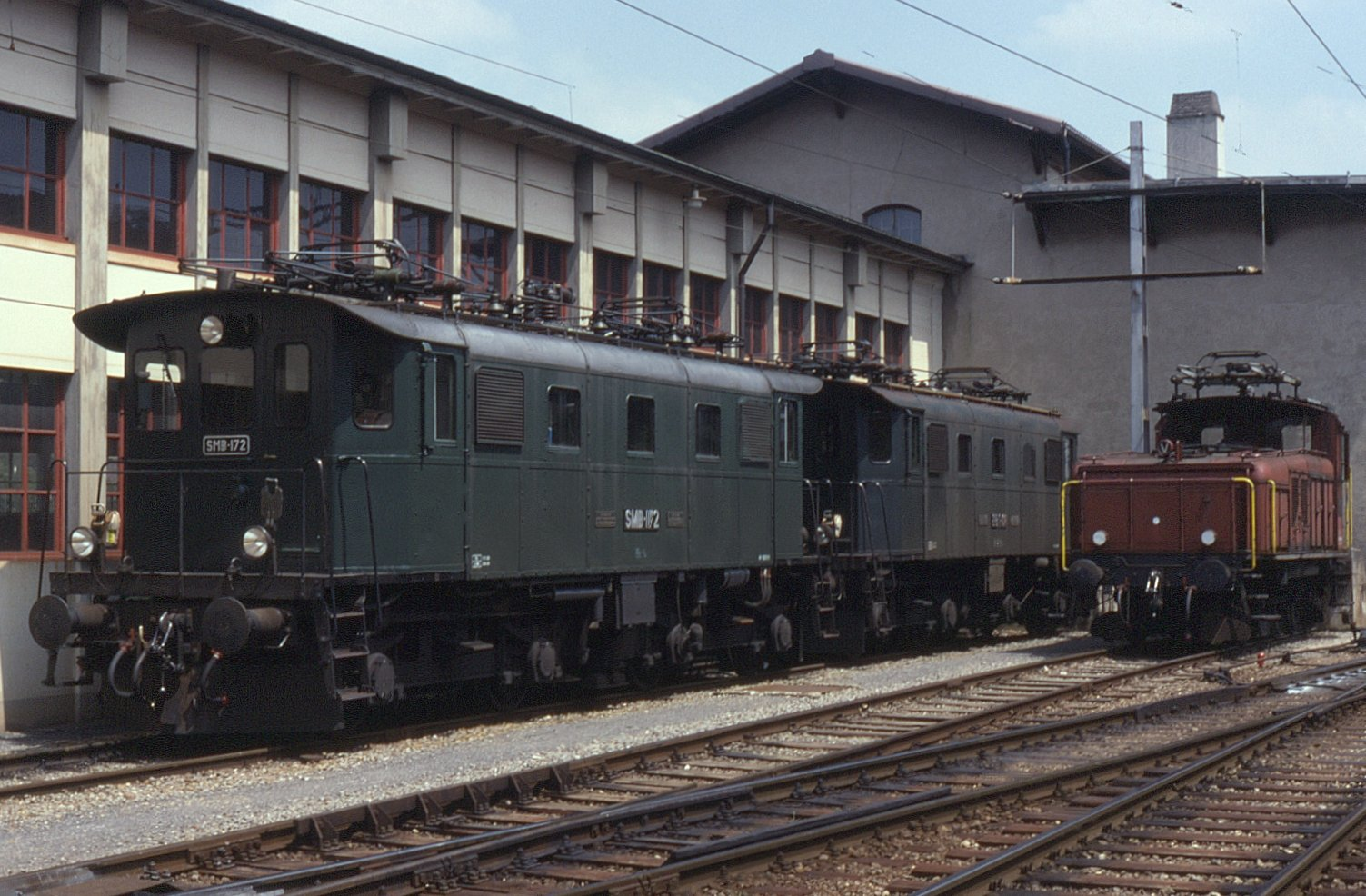
Am Huttwil-Depot im Juli 1993 mit je einer SMB- und EBT-Lokomotive Be 4/4 sowie der Ee 3/3 der VHB (ex SBB)

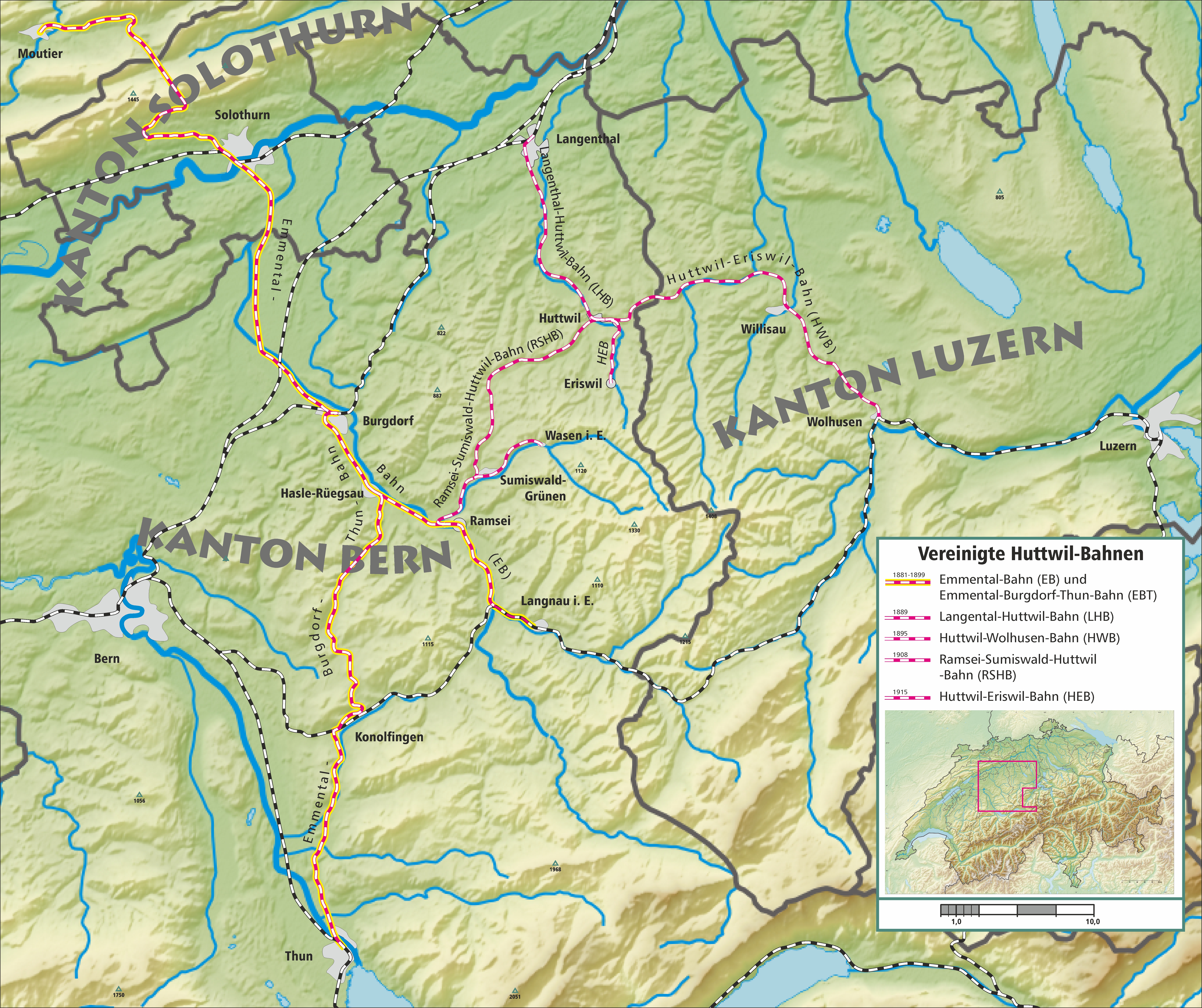
Streckennetz der VHB während seiner grössten Ausdehnung

Stamm-Aktie über 250 Franken der AG Vereinigte Huttwil-Bahnen vom 21. Dezember 1944

Die Eröffnungsfahrt von Huttwil nach Langenthal zur Einweihung der Langenthal-Huttwil-Bahn (LHB) fand am 31. Oktober 1889 statt, auch wenn die offizielle Betriebsbewilligung erst am Abend eintraf und ab dem folgenden Tag galt.
Die LHB erlebte einen guten Start, besonders die Transportaufträge von Baugewerbe und Industrie nahmen zu. So wurde die LHB in der Folge auch mit dem Bau einer Bahn von Huttwil nach Willisau und Wolhusen beauftragt. Dank der Betriebsgemeinschaft der neuen Huttwil-Wolhusen-Bahn (HWB) mit der LHB konnten nun durchgehende Züge von Langenthal nach Wolhusen angeboten werden.
1908 wurde als Anschluss an die damalige Emmentalbahn die Ramsei-Sumiswald-Huttwil-Bahn (RSHB) eröffnet. Die Betriebsführung lag wiederum bei der LHB.
Als letzte der von Huttwil ausgehenden Bahnen folgte die Huttwil-Eriswil-Bahn (HEB), die dann aber schon bald von der LHB übernommen wurde.
Aufgrund des Privatbahnhilfegesetzes von 1939 erfolgte am 1. Januar 1944 der Zusammenschluss der drei Bahnen zum Unternehmen Vereinigte Huttwil-Bahnen (VHB), das ab diesem Zeitpunkt in einer Betriebsgemeinschaft mit der Emmental-Burgdorf-Thun-Bahn (EBT) und der Solothurn-Münster-Bahn (SMB) stand. Entsprechend wurde das Rollmaterial freizügig eingesetzt, und Personenwagen waren teilweise gleich mit den Kürzeln aller drei beteiligten Bahnen beschriftet.
| Langenthal-Huttwil-Bahn (LHB) 1.11.1889 | Langenthal-Huttwil-Bahn (LHB) 1.11.1889 | Langenthal-Huttwil-Bahn (LHB) 1.11.1889 | Langenthal-Huttwil-Bahn (LHB) 1.11.1889 | Langenthal-Huttwil-Bahn (LHB) 1.11.1889           | Langenthal-Huttwil-Bahn (LHB) 1.11.1889 |  |  | Huttwil-Wolhusen-Bahn (HWB) 9.5.1895     | Huttwil-Wolhusen-Bahn (HWB) 9.5.1895 | Huttwil-Wolhusen-Bahn (HWB) 9.5.1895 | Huttwil-Wolhusen-Bahn (HWB) 9.5.1895 | Huttwil-Wolhusen-Bahn (HWB) 9.5.1895 | Huttwil-Wolhusen-Bahn (HWB) 9.5.1895 |  |  | Ramsei-Sumiswald-Huttwil-Bahn (RSHB) 1.6.1908 | Ramsei-Sumiswald-Huttwil-Bahn (RSHB) 1.6.1908 | Ramsei-Sumiswald-Huttwil-Bahn (RSHB) 1.6.1908 | Ramsei-Sumiswald-Huttwil-Bahn (RSHB) 1.6.1908 | Ramsei-Sumiswald-Huttwil-Bahn (RSHB) 1.6.1908 | Ramsei-Sumiswald-Huttwil-Bahn (RSHB) 1.6.1908 |  |  |  |  |  |  |  |  |  |  |  |  |  |  |  |  |  |  |
| Langenthal-Huttwil-Bahn (LHB) 1.11.1889 | Langenthal-Huttwil-Bahn (LHB) 1.11.1889 | Langenthal-Huttwil-Bahn (LHB) 1.11.1889 | Langenthal-Huttwil-Bahn (LHB) 1.11.1889 | Langenthal-Huttwil-Bahn (LHB) 1.11.1889           | Langenthal-Huttwil-Bahn (LHB) 1.11.1889 |  |  | Huttwil-Wolhusen-Bahn (HWB) 9.5.1895     | Huttwil-Wolhusen-Bahn (HWB) 9.5.1895 | Huttwil-Wolhusen-Bahn (HWB) 9.5.1895 | Huttwil-Wolhusen-Bahn (HWB) 9.5.1895 | Huttwil-Wolhusen-Bahn (HWB) 9.5.1895 | Huttwil-Wolhusen-Bahn (HWB) 9.5.1895 |  |  | Ramsei-Sumiswald-Huttwil-Bahn (RSHB) 1.6.1908 | Ramsei-Sumiswald-Huttwil-Bahn (RSHB) 1.6.1908 | Ramsei-Sumiswald-Huttwil-Bahn (RSHB) 1.6.1908 | Ramsei-Sumiswald-Huttwil-Bahn (RSHB) 1.6.1908 | Ramsei-Sumiswald-Huttwil-Bahn (RSHB) 1.6.1908 | Ramsei-Sumiswald-Huttwil-Bahn (RSHB) 1.6.1908 |  |  |  |  |  |  |  |  |  |  |  |  |  |  |  |  |  |  |
|                                         |                                         |                                         |                                         | Huttwil-Eriswil-Bahn (HEB) E 1.9.1915; Ü 1.1.1927 |                                         |  |  |                                          |                                      |                                      |                                      |                                      |                                      |  |  |                                               |                                               |                                               |                                               |                                               |                                               |  |  |  |  |  |  |  |  |  |  |  |  |  |  |  |  |  |  |
|                                         |                                         |                                         |                                         |                                                   |                                         |  |  |                                          |                                      |                                      |                                      |                                      |                                      |  |  |                                               |                                               |                                               |                                               |                                               |                                               |  |  |  |  |  |  |  |  |  |  |  |  |  |  |  |  |  |  |
|                                         |                                         |                                         |                                         |                                                   |                                         |  |  |                                          |                                      |                                      |                                      |                                      |                                      |  |  |                                               |                                               |                                               |                                               |                                               |                                               |  |  |  |  |  |  |  |  |  |  |  |  |  |  |  |  |  |  |
|                                         |                                         |                                         |                                         |                                                   |                                         |  |  |                                          |                                      |                                      |                                      |                                      |                                      |  |  |                                               |                                               |                                               |                                               |                                               |                                               |  |  |  |  |  |  |  |  |  |  |  |  |  |  |  |  |  |  |
|                                         |                                         |                                         |                                         |                                                   |                                         |  |  |                                          |                                      |                                      |                                      |                                      |                                      |  |  |                                               |                                               |                                               |                                               |                                               |                                               |  |  |  |  |  |  |  |  |  |  |  |  |  |  |  |  |  |  |
|                                         |                                         |                                         |                                         |                                                   |                                         |  |  | Vereinigte Huttwil-Bahnen (VHB) 1.1.1944 |                                      |                                      |                                      |                                      |                                      |  |  |                                               |                                               |                                               |                                               |                                               |                                               |  |  |  |  |  |  |  |  |  |  |  |  |  |  |  |  |  |  |
|                                         |                                         |                                         |                                         |                                                   |                                         |  |  |                                          |                                      |                                      |                                      |                                      |                                      |  |  |                                               |                                               |                                               |                                               |                                               |                                               |  |  |  |  |  |  |  |  |  |  |  |  |  |  |  |  |  |  |
|                                         |                                         |                                         |                                         |                                                   |                                         |  |  | Regionalverkehr Mittelland (RM) 1.1.1997 |                                      |                                      |                                      |                                      |                                      |  |  |                                               |                                               |                                               |                                               |                                               |                                               |  |  |  |  |  |  |  |  |  |  |  |  |  |  |  |  |  |  |
|                                         |                                         |                                         |                                         |                                                   |                                         |  |  |                                          |                                      |                                      |                                      |                                      |                                      |  |  |                                               |                                               |                                               |                                               |                                               |                                               |  |  |  |  |  |  |  |  |  |  |  |  |  |  |  |  |  |  |
|                                         |                                         |                                         |                                         |                                                   |                                         |  |  | BLS AG 2006                              |                                      |                                      |                                      |                                      |                                      |  |  |                                               |                                               |                                               |                                               |                                               |                                               |  |  |  |  |  |  |  |  |  |  |  |  |  |  |  |  |  |  |

Alle Datumsangaben, wenn nicht anders angegeben: Eröffnung (E) bzw. Gründung oder Übernahme (Ü)

### Elektrifikation
| Betriebsaufnahme | Abschnitt                    |
| ---------------- | ---------------------------- |
| 8. Juli 1945     | Langenthal–Huttwil           |
| 6. August 1945   | Huttwil–Hüswil               |
| 7. Oktober 1945  | Ramsei–Sumiswald–Wasen i. E. |
| 7. Dezember 1945 | Hüswil–Wolhusen              |
| 12. April 1946   | Sumiswald–Huttwil            |
| 5. Mai 1946      | Huttwil–Eriswil              |

Unter den VHB wurde auf allen Strecken der elektrische Betrieb eingeführt. Zur Verwendung kam das bei den Schweizerischen Bundesbahnen (SBB) übliche Wechselstromsystem mit einer Spannung von 15 Kilovolt und der Frequenz 16⅔ Hertz.
Die Elektrifikation wurde Mitte 1945 mit dem Streckenabschnitt zwischen Langenthal und Huttwil begonnen und in zwei weiteren Etappen bis Ende Jahr bis Wolhusen abgeschlossen. Der Streckenabschnitt zwischen Ramsei und Sumiswald samt der Stichstrecke nach Wasen wurde währenddessen ebenfalls elektrifiziert, der Zusammenschluss der beiden elektrifizierten Streckenteile in Huttwil fand schliesslich im April 1946 statt. Zuletzt wurde auch noch die Stichbahn nach Eriswil mit einem Fahrdraht versehen.

### Stilllegungen
Nicht alle Strecken der VHB konnten erhalten werden, die Gründe liegen vor allem in der Topographie und der relativ dünnen Besiedelung der Region, die aus vielen kleinen Streusiedlungen besteht, wodurch nur der Verkehr zwischen grösseren Ortschaften und der Güterverkehr annähernd kostendeckend zu betreiben sind.
Am meisten darunter zu leiden hatte die Strecke der Huttwil-Eriswil-Bahn (HEB), die kurze Stichbahn Huttwil–Eriswil, die bereits am 1. Januar 1927 von der Langenthal-Huttwil-Bahn (LHB) übernommen worden war. Obwohl die Strecke noch als letzte 1946 elektrifiziert wurde, entwickelte sie sich rückläufig. Aufgrund der schwachen Nutzung wurde der Personenverkehr zum Fahrplanwechsel 1975 durch einen Busbetrieb ersetzt. Als auch der Güterverkehr einbrach, wurde auch dieser eingestellt, und die veraltete Strecke wurde schliesslich 1979 abgebrochen.
Zwar blieb dies unter der VHB der einzige Abbruch einer Strecke, stillgelegt wurde allerdings zum Fahrplanwechsel 1994 auch der Personenverkehr auf der Stichstrecke von Sumiswald-Grünen nach Wasen im Emmental. Ein zusätzlicher Faktor bei dieser Stilllegung war die veraltete und personalintensive Infrastruktur, die für die Bedienung der Handweichen Personal an den Stationen benötigte.
Nach der Fusion zur RM wurde 2004 auch der Personenverkehr auf dem Streckenabschnitt Affoltern-Weier–Huttwil stillgelegt, dies allerdings nicht mehr ausschliesslich aufgrund der spärlichen Passagierzahlen, sondern auch aufgrund der Fahrzeit der S-Bahn ab Bern. Dadurch, dass die S-Bahn bereits in Affoltern-Weier wendete, konnte eine Komposition eingespart werden, und die lange Stillstandszeit in Huttwil fiel weg. Seit dem Fahrplanwechsel 2009 wendet die S-Bahn bereits in Sumiswald-Grünen, und der Abschnitt Affoltern-Sumiswald wurde auf Busbetrieb umgestellt.
Im Dezember 2013 wurde die Infrastrukturkonzession für die Strecken Sumiswald–Wasen und Sumiswald–Huttwil auf die Emmentalbahn GmbH (ETB) übertragen. Diese muss die beiden Strecken für den Netzzugang offenhalten, insbesondere für den Güterverkehr und Fahrzeugüberfuhren. Diese Verpflichtung wird ihr von Bund und Kanton abgegolten.
Seit dem Herbst 2014 ist die Bahnstrecke von Sumiswald nach Huttwil wieder in Betrieb, und die Genossenschaft Museumsbahn Emmental plant regelmässige Fahrten.

### Fusion zur RM
Die Betriebsgemeinschaft mit der Emmental-Burgdorf-Thun-Bahn und der Solothurn-Münster-Bahn unter gemeinsamer Führung durch die EBT als grösste der drei Gesellschaften wurde per 1. Januar 1997 in der Gesellschaft Regionalverkehr Mittelland (RM) zusammengeführt. Die RM ihrerseits fusionierte mit der BLS Lötschbergbahn (BLS) zur BLS AG, die seit dem 27. Juni 2006 operativ ist.

## Strecken
| Strecke                                                 | Eröffnung | Anzahl Stationen* | Länge | Gesellschaft | Bemerkung                                                 |
| ------------------------------------------------------- | --------- | ----------------- | ----- | ------------ | --------------------------------------------------------- |
| Langenthal–Huttwil                                      | 1889      | 9 (3) + 6         | 14,09 | LHB          |                                                           |
| Huttwil–Wolhusen                                        | 1895      | 9 (2) + 7         | 25,23 | HWB          |                                                           |
| Ramsei–Huttwil                                          | 1908      | 11 (4) + 6        | 19,46 | RSHB         | Teilstrecke Sumiswald–Huttwil 2010 bis 2014 stillgelegt   |
| Sumiswald–Wasen                                         | 1908      | 5 (3)             | 5,20  | RSHB         | Ende 2009 stillgelegt                                     |
| Huttwil–Eriswil                                         | 1915      | 5 (3)             | 4,90  | HEB          | 1927 von LHB übernommen 1978 stillgelegt 1979 abgebrochen |
| * davon Haltepunkte (ohne Weiche) + Anzahl Blockstellen |           |                   |       |              |                                                           |